# 君超广场

君超广场，是中国广州市的一座摩天大楼，位于天河区金融城CBD，高320公尺、67层楼，于2017年动工、预计2025年完工，是广州第八高楼。